# Martin Willich (Politiker)

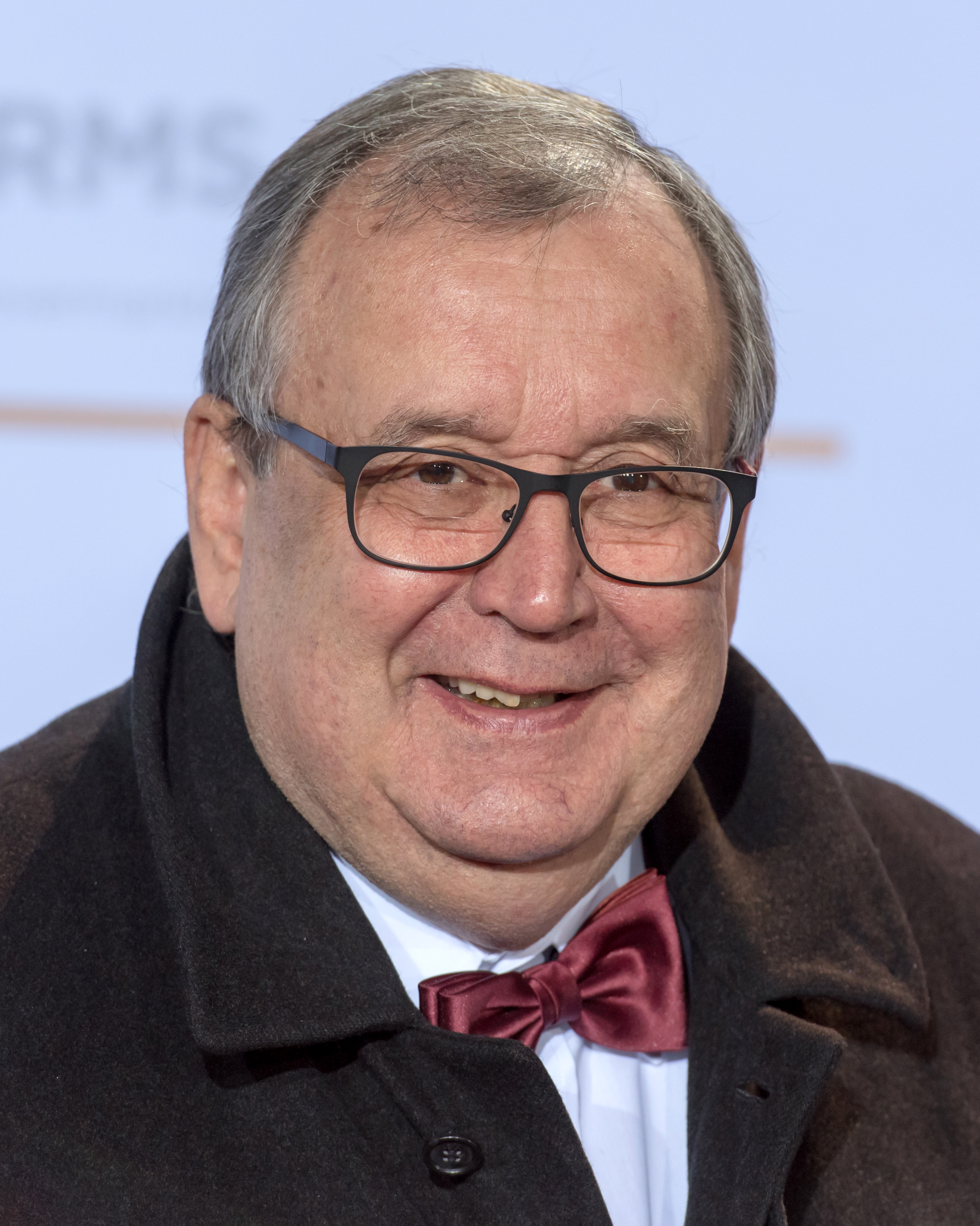
Martin Willich (2016)

Martin Walter Willich (* 24. April 1945 in Erfurt/Thüringen) ist ein deutscher Jurist, Manager und Politiker (CDU). Er war von 1974 bis 1995 Mitglied der Hamburgischen Bürgerschaft und 1982 bzw. 1986/87 deren Bürgerschaftspräsident. Von 1984 bis 2011 war er Vorsitzender der Geschäftsführung der Produktions- und Dienstleistungsgesellschaft Studio Hamburg.

## Leben

### Herkunft und Studium
Willich wurde 1945 als Sohn eines Schulrates in Erfurt geboren. Er wuchs von 1950 bis 1955 in Kassel auf. Er machte 1964 sein Abitur in Wetzlar. Es folgten 1966 eine Kaufmannsgehilfeprüfung im Groß- und Außenhandel und zwischen 1966 und 1968 der Wehrdienst bei der Bundeswehr. 
Von 1968 bis 1972 absolvierte er ein Studium der Rechtswissenschaften an der Universität Hamburg, das er mit der ersten 1972 und der großen juristischen Staatsprüfung 1975 abschloss. 1978 wurde er am Fachbereich Rechtswissenschaft mit der Dissertation Historische und aktuelle Probleme der Rechtsstellung des Bundesgrenzschutzes, seiner Aufgaben und Befugnisse zum Dr. jur. promoviert.

### Beruf
Von 1975 bis 1977 war Willich Assistent in der Wirtschaftsprüfungsgesellschaft Arthur Andersen & Co. 1977/78 war er dort Prüfungsleiter. Von 1978 bis 1980 war er Justitiar und Syndikusanwalt beim Zigarettenkonzern Reemtsma.
1980 wurde er neben Claus Kühn und Helga Mauersberger Geschäftsführer der Studio Hamburg Atelier GmbH, bei der er von 1984 bis 2011 zum Vorsitzenden der Geschäftsführung bestellt wurde. Seit 2007 produziert die Firma die politische Talkshow Anne Will.
Willich wurde 2005 auf Vorschlag der CDU mit 106 Ja-Stimmen von 116 Stimmen von der Bürgerschaft ins Hamburgische Verfassungsgericht gewählt.

### Familie
Willich ist evangelisch, verheiratet und Vater von zwei Kindern.
Von einer schweren Krankheit und zwei Monaten Koma im Jahre 2002 konnte Willich vollständig genesen.

## Politik

### Partei
1965 wurde er Mitglied der CDU. 1977 war er Justiziar des Landesvorstands der CDU Hamburg.

### Abgeordneter
Willich war von 1970 bis 1974 Mitglied der Bezirksversammlung Wandsbek.
Von 1974 bis 1995 gehörte er der Hamburgischen Bürgerschaft an. Dort saß er für seine Fraktion unter anderem im Wirtschaftsausschuss und im Verfassungsausschuss. 1977 wurde er Mitglied des Fraktionsvorstands; 1981/82 und erneut 1982 war er stellvertretender Fraktionsvorsitzender. 1982 und 1986/87 übernahm er das Amt als Bürgerschaftspräsident.

## Mitgliedschaften
Willich wurde Mitglied des Verwaltungsrates und des Aufsichtsrates der Hamburger Sparkasse und des Aufsichtsrates der Gothaer Krankenversicherung. Bis 2008 war er Vizepräsident der Handelskammer Hamburg. Willich ist förderndes Mitglied der Freien Akademie der Künste in Hamburg und Mitglied im Kassel-Beirat. Er wurde überdies Mitglied der Freitagsgesellschaft und Präsident des Freundeskreises Ausbildung ausländischer Offiziere an der Führungsakademie der Bundeswehr e. V. Außerdem ist er stellvertretendes Kuratoriumsmitglied der Bundeskanzler-Helmut-Schmidt-Stiftung.